# Trapistički red
Trapisti su katolički monaški red koji slijedi Pravilo sv. Benedikta. Latinski naziv mu je Ordo Cisterciensis Strictioris Observantiae (kratica: OCSO), hrvatski: Red cistercita strožeg opsluživanja.
Nastali su reformom cistercita (koji su pak nastali reformom benediktinskog reda) nastalom u opatiji La Trappe u Francuskoj. Reforma je započela 1664. a predvodio ju je opat dom Armand Jean le Bouthilier de Rancé.
Poznatije opatije/samostani su Cîteaux, La Trappe, Sept-Fons, (Francuska), Marija Zvijezda (Bosna i Hercegovina), Engelszell (Austrija), Mariawald (Njemačka), Our Lady of Gethsemany, Spencer, Mepkin (USA).
Sveci, blaženici i sluge Božji iz njihovih redova su bl. Ciprijan Mihael Iwene Tansi, bl. Josip Marija Cassant, bl. Marija Gabrijela Sagghedu, bl. Rafael Arnaiz Baron, sluga Božji Pio Herendia, sluga Božji Franz Pfanner, Obitelj Lob, Alžirski mučenici.
Mnogi samostani su poznati po proizvodnji sira koji je po njima nazvan "trapist", a neke opatije poznate su i po proizvodnji piva kao i drugih prirodnih, tzv. ekoloških proizvoda.

## Trapisti u našim krajevima
Krajem 19. stoljeća prognani trapisti iz francuske opatije Sept-Fons kupili su posjed i trebali su se nastaniti u Rečici kod Karlovca, ali do toga zbog povijesnih okolnosti ipak nije došlo već je 1869. godine utemeljen samostan Marija Zvijezda pored Banje Luke koja je tada još bila na području Osmanskog carstva.
Poslije potresa u Banjoj Luci 1969. godine trapisti iz Banje Luke nastanjuju se u Franjevački samostan u Kloštar Ivaniću. Ondje ostaju do 1977. godine. Na mjestu tog samostana postojao je samostan cistercitkinja, osnovan 1232. godine. Bio je to u ono vrijeme prvi ženski samostan u Zagrebačkoj biskupiji.
Samostan Marija Zvijezda sada ima samo dva monaha. U posljednje dvije, tri godine u Hrvatskoj je izašlo nekoliko knjiga trapističkih autora (Thomas Merton, Andre Louf, Thomas Keating) sa željom da hrvatski duhovni prostor bude bolje upoznat s trapističkom misli. Na taj način mala skupina entuzijasta pokušava potaknuti moguća nova duhovna zvanja koja bi na duhovnom putu slijedila navedene autore s krajnjim ciljem utemeljenja trapističke fondacije i samostana za monahe i monahinje u Republici Hrvatskoj.  Mladima koji žele postati trapistima- trapistkinjama preporučuje se da se osobno obrate opatiji Novy Dvur u Češkoj ili Sept-Fons u Francuskoj, koje su sposobne provesti kvalitetnu formaciju mladih koji žive izvan tih zemalja.
Trapisti su početkom 20. stoljeća bili prisutni i u Zemuniku Donjem kod Zadra. Bila je to grangija tj. gospodarska podružnica opatije Marija Zvijezda.
Godine 2003. osnovan je u Češkoj samostan trapista Novy Dvur (www.novydvur.cz). Američki trapist Thomas Merton sa svojom knjigom Gora sa sedam krugova prevedenom na češki bio je pred petnaestak godina inspiracija i izazov ne malenoj grupi mladih Čeha da i sami postanu trapisti. Nakon desetak godina formacije i života u francuskoj opatiji Sept-Fons dolazi do osnutka prvog samostana Trapista u Češkoj. Sadašnja mlada zajednica ovog novoosnovanog samostana sastoji se od šesnaest monaha Francuza i Čeha i drugih. Toj zajednici žele se sada pridružiti i mladi Poljaci, Slovaci... Sredinom 2007. godine u Češkoj je osnovana nova fondacija sestara trapistkinja iz samostana Vitorchiano (samostan Nasi Pani nad Vltavou). Nove fondacije trapista rastu i u drugim dijelovima svijeta.

### Knjige o trapistima i knjige trapističkih autora na hrvatskom
- Thomas Merton, Gora sa sedam krugova (autobiografija), Verbum, Split 2016.
- Thomas Merton, Moleći Psalme, Benedictus, Pag 2004.
- Thomas Merton, Nitko nije otok, Symposion, Split 1997.
- Thomas Merton, Sjemenke kontemplacije, Symposion, Split
- Thomas Merton, Nove sjemenke kontemplacije, Symposion, Split
- Andre Louf, Gospodine, nauči nas moliti, Glas Koncila - Benedictus, Zagreb - Pag 2005.
- Thomas Keating, Poziv na ljubav. Put kršćanske kontemplacije, Mostar 2002.
- Thomas Keating, Otvorena svijest, otvoreno srce, Mostar
- Nikolaus Friedwagner: Marija Zvijezda i njezini trapisti, Banja Luka 2005.
- Patrick HART: Thomas Merton - Monah, Biblioteka Svijetla točka, Zagreb 1979.
- Thomas Merton: Mudrost pustinje, UPT, Đakovo, 1996.
- Thomas Keating: Kristovo otajstvo - Liturgija kao duhovno iskustvo, Teovizija, Zagreb 2003.
- Anto Ćosić: 125. obljetnica trapističke opatije Marija Zvijezda u Banjaluci, Banja Luka 1994.
- Dom Chautard: Duša svakog apostolata, Verbum, Split, 2008.
- Thomas Merton: Put Chuang Tzua, Vuković & Runjić, Zagreb, 2011.
- Thomas Merton: Misli u samoći, Verbum, Split, 2015.
- Thomas Merton: Život i svetost, KS, Zagreb 2016.
- Thomas Merton: Duhovno vodstvo i meditacija, KS, Zagreb 2016.
- Otac Jerome: Dobri utjecaji, Verbum, Split, 2017.
- Thomas Merton: Znak Jonin, Verbum, Split 2017.

## Vanjske poveznice
- Službena stranica opatije Novy Dvur (višejezična, češki, engleski i dr.)

Web stranica trapističkog reda (www.ocso.org)  